# Music.jp
music.jp（ミュージック ドット ジェイピー）は、エムティーアイが運営する日本の音楽配信サービスサイト。着うた、着うたフル、着メロ、歌詞を配信しており、携帯電話とパソコン、一部スマートフォンで利用できる。
ジャンルはJ-POP、インディーズ、ロック、HIP HOP、R&B、テクノ・トランス、CM、TV・ドラマ・ラジオ、映画、アニメ・特撮・ゲーム、洋楽、その他、アレンジがある。
かつてはニッポン放送のラジオ番組『オールナイトニッポン 有楽町音楽室』で「ちょいピカ!」に昇格するとmusic.jpで配信されていた。